# Ceraceopsis verruculosa
Ceraceopsis verruculosa är en svampart som beskrevs av Hjortstam & Ryvarden 2007. Ceraceopsis verruculosa ingår i släktet Ceraceopsis, klassen Agaricomycetes, divisionen basidiesvampar och riket svampar.   Inga underarter finns listade i Catalogue of Life.